# Эстанге, Патрис
Патрис Эстангет (родился 19 апреля 1973 года в городе Пау) — французский спортсмен слалом каноист. Участник Олимпийских игр. На летних Олимпийских играх 1996 в Атланте завоевал бронзовую медаль в дисциплине С-1. Старший брат участника четырёх Олимпийских игр, трёхкратного олимпийского чемпиона (2000, 2004, 2012), пятикратного чемпиона мира Тони Эстанге.

## Спортивные достижения
Эстанге принимал участие в соревнованиях по гребле на байдарках и каноэ с начала 1990-х до середины 2000-х (десятилетие). На летних Олимпийских играх 1996 в Атланте завоевал бронзовую медаль в дисциплине С-1 .
Эстанге также завоевал четыре медали на чемпионатах мира по гребному слалому, организованных Международной федерацией каноэ, включая две серебряные (дисциплина С-1 команда: 1997, 2003) и две бронзовые (С-1: 2002, С-1 команда: 1999).
Был первым на чемпионах мира в 1996 и 1997 годах в дисциплине С-1.
В настоящее время Патрис Эстанге работает учителем физкультуры в школе Пола Рея в Най, где преподает греблю на каноэ, тренирует также своего младшего брата Тони Эстанге.